# 紙城境介
紙城 境介（かみしろ きょうすけ）は、日本のライトノベル作家。京都府出身。

## 経歴・人物
2014年、投稿作『ウィッチハント・カーテンコール 超歴史的殺人事件』にて第1回集英社ライトノベル新人賞優秀賞を受賞しデビュー。2018年、小説投稿サイトカクヨムに連載した『継母の連れ子が元カノだった 昔の恋が終わってくれない』にて第3回カクヨムWeb小説コンテストラブコメ部門大賞を受賞。刊行された『継母の連れ子が元カノだった 昔の恋が終わってくれない』（角川スニーカー文庫）は『このライトノベルがすごい! 2020』（宝島社）にて、文庫部門新作第3位に入選した。

## 作品リスト

### 単行本

#### 集英社
- 『ウィッチハント・カーテンコール 超歴史的殺人事件』（ダッシュエックス文庫、2015年4月）
- 『遊者戦記 #君とリアルを取り戻すRPG』（ダッシュエックス文庫、2016年10月）
- 『最強カップルのイチャイチャVRMMOライフ 温泉旅行編：繋いだ手だけがここにある』（ダッシュエックス文庫、2019年12月）

#### KADOKAWA
- 継母の連れ子が元カノだった（角川スニーカー文庫、既刊12巻 - 2024年11月現在）
- 転生ごときで逃げられるとでも、兄さん?（MF文庫J、既刊3巻 - 2022年4月現在）
- シャーロック+アカデミー（MF文庫J、既刊4巻 - 2025年3月現在）
- Tier1姉妹（角川スニーカー文庫、既刊2巻 - 2025年3月現在）
  - 『Tier1姉妹 有名四姉妹は僕なしでは生きられない』（2024年11月）
  - 『Tier1姉妹2 美少女プロゲーマーは僕なしでは戦えない』（2025年3月）

#### 星海社
- 僕が答える君の謎解き（星海社FICTIONS、既刊2巻 - 2021年9月現在） 
  - 『僕が答える君の謎解き 明神凛音は間違えない』（2021年2月）
  - 『僕が答える君の謎解き 2 その肩を抱く覚悟』（2021年9月）

### アンソロジー（収録）
「」内が紙城境介の作品。
- 『黒猫を飼い始めた』（2023年2月 講談社）「灰中さんは黙っていてくれる」

### 単行本未収録作品
- 「灰中さんは黙っていてくれる」（講談社「Mephisto Readers Club」、2022年2月22日）